# Chinook (vítr)

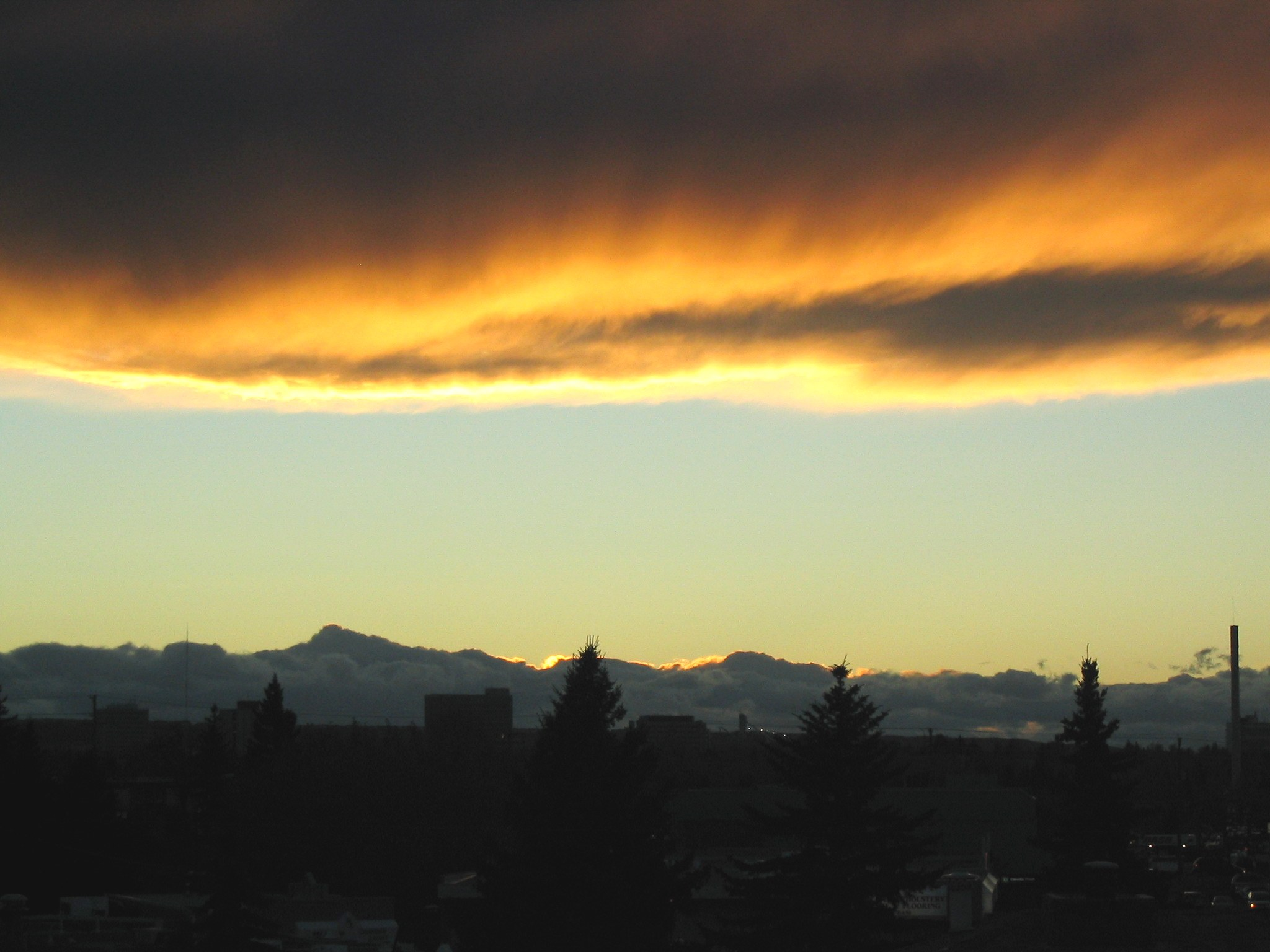
Ukázka chinooku na nebi

Chinook  [činůk] je jméno teplého, suchého, padavého větru typu fénu, který sestupuje na východní straně Skalnatých hor do Velkých planin ve Spojených státech amerických a v Kanadě.
Vzduch je suchý a relativně teplý, protože byl na druhé straně hor zbaven své vlhkosti a na východní straně se adiabaticky otepluje, což přináší velké a rychlé oteplení vzduchu, které může nepříznivě působit na lidský organismus.
Údajně byl pozorován i vzrůst teplot, z -20 °C (-4 F) na 10-20 °C (50-68 F), za velice krátkou dobu, a teploty obvykle stejně rychle klesnou na výchozí hodnotu.
Pro rychlost s jakou může docházet k tání sněhu se mu přezdívá „snow eater“ [snou ítr] čili „pojídač sněhu“, ve vegetační sezóně naopak urychluje dozrávání plodů.
Název chinook dostal podle stejnojmenného národa Činuků.
Chinookem nazývají vítr také Kaliforňané, ale v tomto případě se jedná o jihozápadní vlhký vítr z Tichého oceánu. Je charakteristický oblačným a dešťovým počasím, přičemž v létě je relativně studený a v zimě naopak teplý.